# Los Angeles Film Critics Association Awards 2011
La 37ª edizione dei Los Angeles Film Critics Association Awards si è tenuta l'11 dicembre 2011, per onorare il lavoro nel mondo del cinema per l'anno 2011.

## Premi
Miglior film
- Paradiso amaro (The Descendants), regia di Alexander Payne
  - 2º classificato: The Tree of Life, regia di Terrence Malick

Miglior attore
- Michael Fassbender - A Dangerous Method, Jane Eyre, Shame e X-Men - L'inizio (X-Men: First Class)
  - 2º classificato: Michael Shannon - Take Shelter

Miglior attrice
- Yoon Jeong-hee - Poetry
  - 2º classificato: Kirsten Dunst - Melancholia

Miglior regista
- Terrence Malick - The Tree of Life
  - 2º classificato: Martin Scorsese - Hugo Cabret (Hugo)

Miglior attore non protagonista
- Christopher Plummer - Beginners
  - 2º classificato: Patton Oswalt - Young Adult

Miglior attrice non protagonista
- Jessica Chastain - The Help, Take Shelter e The Tree of Life
  - 2º classificato: Janet McTeer - Albert Nobbs

Miglior sceneggiatura
- Asghar Farhadi - Una separazione (Jodāyi-e Nāder az Simin)
  - 2º classificato: Nat Faxon, Jim Rash ed Alexander Payne - Paradiso amaro (The Descendants)

Miglior fotografia
- Emmanuel Lubezki - The Tree of Life
  - 2º classificato: Cao Yu - City of Life and Death (Nanjing! Nanjing!)

Miglior scenografia
- Dante Ferretti - Hugo Cabret (Hugo)
  - 2º classificato: Maria Djurkovic - La talpa (Tinker Tailor Soldier Spy)

Miglior colonna sonora
- The Chemical Brothers - Hanna
  - 2º classificato: Cliff Martinez - Drive

Miglior film in lingua straniera
- City of Life and Death (Nanjing! Nanjing!), regia di Lu Chuan  ·   Cina
  - 2º classificato: Una separazione (Jodāyi-e Nāder az Simin), regia di Asghar Farhadi  ·   Iran

Miglior film d'animazione
- Rango (Rango), regia di Gore Verbinski
  - 2º classificato: Le avventure di Tintin - Il segreto dell'Unicorno (The Adventures of Tintin), regia di Steven Spielberg

Miglior documentario
- Cave of Forgotten Dreams, regia di Werner Herzog
  - 2º classificato: The Arbor, regia di Clio Barnard

Miglior film sperimentale/indipendente
- Bill Morrison - Spark of Being

New Generation Award
- Antonio Campos, Sean Durkin, Josh Mond ed Elizabeth Olsen - La fuga di Martha (Martha Marcy May Marlene)

Career Achievement Award
- Doris Day